# Lucas Sithole
Lucas Sithole (* 30. September 1986 in Johannesburg) ist ein südafrikanischer Rollstuhltennisspieler.

## Karriere
Bei einem Eisenbahnunfall im Jahr 1998 verlor Sithole beide Beine und seinen rechten Unterarm. 2005 begann er mit dem Rollstuhltennis, er tritt in der Kategorie der Quadriplegiker („Quad“) an. Bereits 2006 spielte er sein erstes internationales Turnier. Durch seinen Erfolg bei den US Open 2013 wurde er zum ersten Afrikaner, der ein Grand-Slam-Turnier im Rollstuhltennis gewinnen konnte. In seinem ersten Grand-Slam-Finale besiegt er den Weltranglistenersten David Wagner in drei Sätzen. Zusammen mit Wagner gewann er die Australian Open 2016.
Sithole stand 2013 und 2015 im Endspiel des Wheelchair Tennis Masters, unterlag aber beide Male David Wagner.
Lucas Sithole nahm an drei Paralympischen Spielen teil. 2012 in London schied er bereits in der ersten Runde gegen David Wagner aus, der Silber gewann. Bei seiner zweiten Teilnahme 2016 in Rio verpasste er nur knapp eine Medaille, als er im Spiel um Bronze wiederum David Wagner in drei Sätzen unterlag. Im Halbfinale hatte er zuvor gegen den späteren Goldmedaillengewinner Dylan Alcott verloren. Bei den Sommer-Paralympics 2024 in Paris traf er in der ersten Runde auf den späteren Paralympics-Sieger Niels Vink und verlor glatt in zwei Sätzen. Erstmalig trat er hier auch im Doppel an. Mit seinem Partner Donald Ramphadi besiegte er im Spiel um Platz drei das brasilianische Doppel Leandro Pena und Ymanitu Silva und gewann damit Bronze. Die beiden holten damit die erste Medaille im Rollstuhltennis für eine afrikanische Nation.
Lucas Sithole ist Träger des Order of Ikhamanga in Silber.

### Dopingsperre
Sithole wurde für zwei Jahre – vom 30. September 2019 bis zum 29. September 2021 – gesperrt, da er zuvor innerhalb von zwölf Monaten dreimal nicht für Tests angetroffen wurde. Er akzeptierte die Sperre, nachdem die ITF seinen Erklärungen nicht folgen wollte.

## Leistungsbilanz bei den Grand-Slam-Turnieren
Quadwettbewerbe werden bei den French Open erst seit 2019, bei Wimbledon seit 2018 (Doppel) bzw. 2019 (Einzel) ausgetragen.
Bis 2020 gab es bei Australian Open und US Open eine Vorrunde, die als Round Robin (RR) gespielt wurde.

### Einzel
| Turnier         | 2013 | 2014 | 2015 | 2016 | Karriere |
| --------------- | ---- | ---- | ---- | ---- | -------- |
| Australian Open | –    | F    | RR   | RR   | F        |
| French Open     |      |      |      |      | —        |
| Wimbledon       |      |      |      |      | —        |
| US Open         | S    | RR   | –    |      | S        |

### Doppel
| Turnier         | 2013 | 2014 | 2015 | 2016 | Karriere |
| --------------- | ---- | ---- | ---- | ---- | -------- |
| Australian Open | –    | F    | F    | S    | S        |
| French Open     |      |      |      |      | —        |
| Wimbledon       |      |      |      |      | —        |
| US Open         | F    | F    | –    |      | F        |

Zeichenerklärung: S = Turniersieg; F, HF, VF, AF = Einzug ins Finale / Halbfinale / Viertelfinale / Achtelfinale; 1, 2, 3 = Ausscheiden in der 1. / 2. / 3. Hauptrunde; nicht ausgetragen